# Antarktyda Zachodnia
Antarktyda Zachodnia (ang. West Antarctica, Lesser Antarctica, hiszp. Antártida Occidental, Antártida Menor) – jeden z dwóch, obok Antarktydy Wschodniej, wielkich regionów kontynentu Antarktydy.

## Nazwa
Nazwa „Antarktyda Zachodnia” nawiązuje do tego, że region w całości znajduje się na zachodniej półkuli globu . Nazwa weszła do użycia na początku XX w. i została spopularyzowana w okresie po Międzynarodowym Roku Geofizycznym (1957–1958) i badaniach, które wykazały, że Góry Transantarktyczne stanowią użyteczną granicę podziału kontynentu na część wschodnią i zachodnią . 
Nazwy „Antarktyda Wschodnia” i „Antarktyda Zachodnia” mogą być mylące . Dla obserwatora patrzącego w kierunku północnym stojącego na przykład na Lodowcu Szelfowym Rossa „Antarktyda Wschodnia” znajduje się na zachodzie a „Antarktyda Zachodnia” na wschodzie. Stąd też zaproponowano inne nazwy regionów:  Greater Antarctica dla części „wschodniej” i Lesser Antarctica dla części „zachodniej” . Niemniej jednak w literaturze dominują nazwy „Antarktyda Wschodnia” i „Antarktyda Zachodnia”.  

## Geografia
Jeden z dwóch, obok Antarktydy Wschodniej, wielkich regionów kontynentu Antarktydy . Granicą oddzielającą obie części kontynentu są Góry Transantarktyczne, rozciągające się od Morza Weddella do Morza Rossa, które same leżą w Antarktydzie Wschodniej. Antarktyda Zachodnia leży po pacyficznej stronie tych gór i obejmuje następujące regiony : 
- Ziemię Marii Byrd
- Ziemię Ellswortha
- Półwysep Antarktyczny.

Antarktydę Zachodnią, poza Półwyspem Antarktycznym, pokrywa lądolód West Antarctic Ice Sheet .  Znajdują się tu dwa z głównych lodowców szelfowych Antarktydy: Lodowiec Szelfowy Filchnera-Ronne (złożony z Lodowca Szelfowego Ronne i Lodowca Szelfowego Filchnera) oraz Lodowiec Szelfowy Rossa. Wiele mniejszych lodowców szelfowych zlokalizowanych jest na Ziemi Marii Byrd i Ziemi Enderby.
Od zachodu Lodowiec Szelfowy Ronne ograniczają Góry Ellswortha z najwyższym szczytem całej Antarktydy – Mount Vinson (5140 m n.p.m.). 
Na Ziemi Marii Byrd, pomiędzy Jones Mountains a Fosdick Mountains leży obszar wulkaniczny.